# Wilhelm Pesch
Wilhelm Pesch CSsR (* 11. August 1923 in Bellinghoven; † 30. September 2013 in Mainz) war ein deutscher Theologe.

## Leben
Er trat 1946 in den Redemptoristenorden ein und wurde 1951 in Hennef zum Priester geweiht. Er studierte in Hennef, Hawkston, München, Paris, Rom und Jerusalem und promovierte 1954 an der Universität München über die Verdienst- und Lohnlehre Jesu. Mit einer Arbeit über den Sonderlohn des Seelsorgers habilitierte er sich 1962. Er lehrte als Lektor (1955–1959/1961–1967) an der Philosophisch-Theologischen Hochschule der Redemptoristen in Hennef und bei den Steyler Missionaren in Sankt Augustin. Er wurde 1967 zum Professor für Neues Testament an die Katholisch-Theologische Fakultät der Universität Mainz berufen, wo er bis 1980 wirkte, von 1971 bis 1973 auch als Dekan der Fakultät. Im Oktober 1980 entschied er sich, seinen Lehrstuhl vorzeitig zu räumen, um sich in der Klinikseelsorge in der Universitätsmedizin der Johannes Gutenberg-Universität Mainz zu engagieren. Nach fast 30-jähriger Tätigkeit im Klinikpfarramt St. Rochus wurde er 2009 aus diesem Amt verabschiedet.

## Werke (Auswahl)
- Matthäus der Seelsorger. Das neue Verständnis der Evangelien dargestellt am Beispiel von Matthäus 18. Katholisches Bibelwerk, Stuttgart 1966.
- Den Menschen helfen. Der besondere Anspruch des Neuen Testamentes. Butzon u. Bercker, Kevelaer 1969.
- Das habt ihr mir getan, das habt ihr mir nicht getan. Echter, Würzburg 1981, ISBN 978-3-429-00734-8.
- Du sammelst meine Tränen. Bilder u. Texte zur Leidensgeschichte. Echter, Würzburg 1985, ISBN 978-3-429-00939-7.
- Leben mit dem Sterben. Matthias-Grünewald-Verlag, Mainz, 1987, ISBN 978-3-7867-1318-0.